# Selena Gomez & the Scene
Selena Gomez & The Scene là một ban nhạc pop, rock của Mỹ được thành lập năm 2009 bởi ca sĩ - diễn viên Selena Gomez và hãng đĩa của cô Hollywood Record. Ban nhạc gồm Selena Gomez (hát chính), Ethan Roberts (guitar), Joey Clement (Bass), Greg Garman (trống), Dane Forrest (keyboards). Nhóm đã phát hành hai album phòng thu rất thành công là Kiss & Tell và A Year Without Rain vào năm 2009 và 2010 cùng hai ca khúc hit là "Naturally" và "Round & Round". Ban nhạc đã phát hành album thứ ba của mình mang tên "When the Sun Goes Down" vào năm 2011 với các đĩa đơn là "Who Says", "Love You Like a Love Song", "Hit The Lights".

## Ảnh hưởng
Greg Garman và Selena Gomez nói rằng Paramore là một trong những ban nhạc yêu thích của họ, cá nhân Selena Gomez: "Paramore đã cho tôi niềm cảm hứng để thành lập một ban nhạc". Selena cũng cho rằng cô ca sĩ cùng tên Selena là nguồn gốc để cô ấy theo đuổi sự nghiệp âm nhạc.

## Thành viên
Đội hình cuối cùng
- Selena Gomez – hát chính (2008–2013)
- Gregory Garman – trống, hát bè[4] (2008–2013)
- Joey Clement – guitar bass, hát bè[5] (2008–2013)
- Drew Taubenfeld – guitar trưởng, hát bè (2013)
- Dane Forrest – keyboard, hát bè (2008–2013)

Thu âm
- Nick Foxer – keyboard, hát bè[6] (2008)
- Ethan Roberts – guitar trưởng, hát bè[7] (2008–2012)

Lưu diễn
- Katelyn Clampett – hát bè (2011–hiện tại)
- Lindsey Harper – hát bè (2010–hiện tại)
- Ashleigh Haney – hát bè (2011)
- Christina Grimmie – hát bè (2010)

## Cựu thành viên
- Nick Foxer - Keyboards, backing vocals

## Lịch sử

### 2009-10:Kiss & Tellvà Live in Concert
Trong một cuộc phỏng vấn với Jocelyn Vena, của MTV vào cuối năm 2008, Selena Gomez nói về sự nghiệp âm nhạc trong tương lai của mình rằng: "Tôi sẽ là thành viên trong một ban nhạc tôi sẽ không làm một nghệ sĩ solo... Tôi không muốn tên của tôi gắn liền với nó. Tôi sẽ hát... ". Selena cũng đã tuyên bố rằng tên ban nhạc, được dự định ban đầu là The Scene, sau đó đã đổi Selena Gomez & The Scene với sự thỏa hiệp chung Hollywood Records.. Do điều này, ban nhạc đôi khi được ghi nhận không chính xác chỉ là Selena Gomez. Ban nhạc phát hành album đầu tay của họ, Kiss & Tell vào ngày 29 Tháng Chín 2009. Album ra mắt ở vị trí số 9 trên bảng xếp hạng Billboard 200 của Mỹ,Billboard 200 với doanh số 66.000 bản trong tuần đầu tiên phát hành. Gomez đã nói trong cuộc phỏng vấn (bao gồm cả với Z100 New York), ban nhạc đã được hình thành thông qua một quá trình thử giọng dài, mệt mỏi . Selena cho biết ban nhạc đã được thành tựu nhất định. Tuy nhiên, không lâu sau khi gia nhập ban nhạc, keyboard Nick Foxer đã rời nhóm không rõ lý do, và sau đó anh được thay thế bởi Dane Forrest.
Kiss & Tell là album phòng thu đầu tay của nhóm được phát hành bởi Hollywood Records vào ngày 29 tháng 9 năm 2009. 
Gomez đã làm việc với các nhà văn và nhà sản xuất trong album bao gồm Gina Schock của Go-Go's. Album có một sự kết hợp của phong cách khác nhau, nổi bật rock, dance. Album ra mắt ở vị trí số 9 trên bảng xếp hạng Billboard 200 . Vào ngày 5 tháng 3 năm 2010, album chứng nhận vàng bởi RIAA với doanh số bán ra hơn 500,000 chỉ riêng tại Mỹ..
Gomez đã xác nhận rằng cô đồng sáng tác một bài hát trong album "I Won't Apologize". Single ra mắt đầu tiên là "Falling Down" vào ngày 21 tháng 8 năm 2009. Music Video "Falling Down" cũng được ra mắt sau khi bộ phim truyền hình Wizards of Waverly Place: The Movie công chiếu vào ngày 28 Tháng 8 năm 2009. Nó đứng vị trí thứ 82 trên bảng xếp hạng của Mỹ Billboard Hot 100 thứ 69 trên Canadian Hot 100.. Single thứ hai của album là "Naturally" được phát hành vào ngày 11 tháng 12 năm 2009 cùng với một video âm nhạc. MV được quay vào ngày 14 tháng 11 năm 2009 và công chiếu trên Disney Channel sau tập phim Phineas and Ferb Christmas Vacation vào ngày 11 Tháng 12 2009. Single ra mắt ở vị trí thứ 39 và sau đó đạt vị trí số 29 trên Billboard Hot 100 và đã đạt vị trí số 18 trên Canadian Hot 100. Đây là bản hit của nhóm và đã lọt vào top 40. Bài hát cũng đã đánh bật single đầu tiên của Album là "Falling Down". Đĩa đơn cũng đã thành Hit lớn ở Hungary khi đứng ở vị trí thứ 4 và lọt vào top 5 của các bảng xếp hạnh danh giá trên Thế giới. Ngày 15 tháng 7 năm 2010, Đĩa đơn được chứng nhận đĩa bạch kim bởi RIAA cho doanh số bán hàng từ 1.000.000 ở Mỹ..

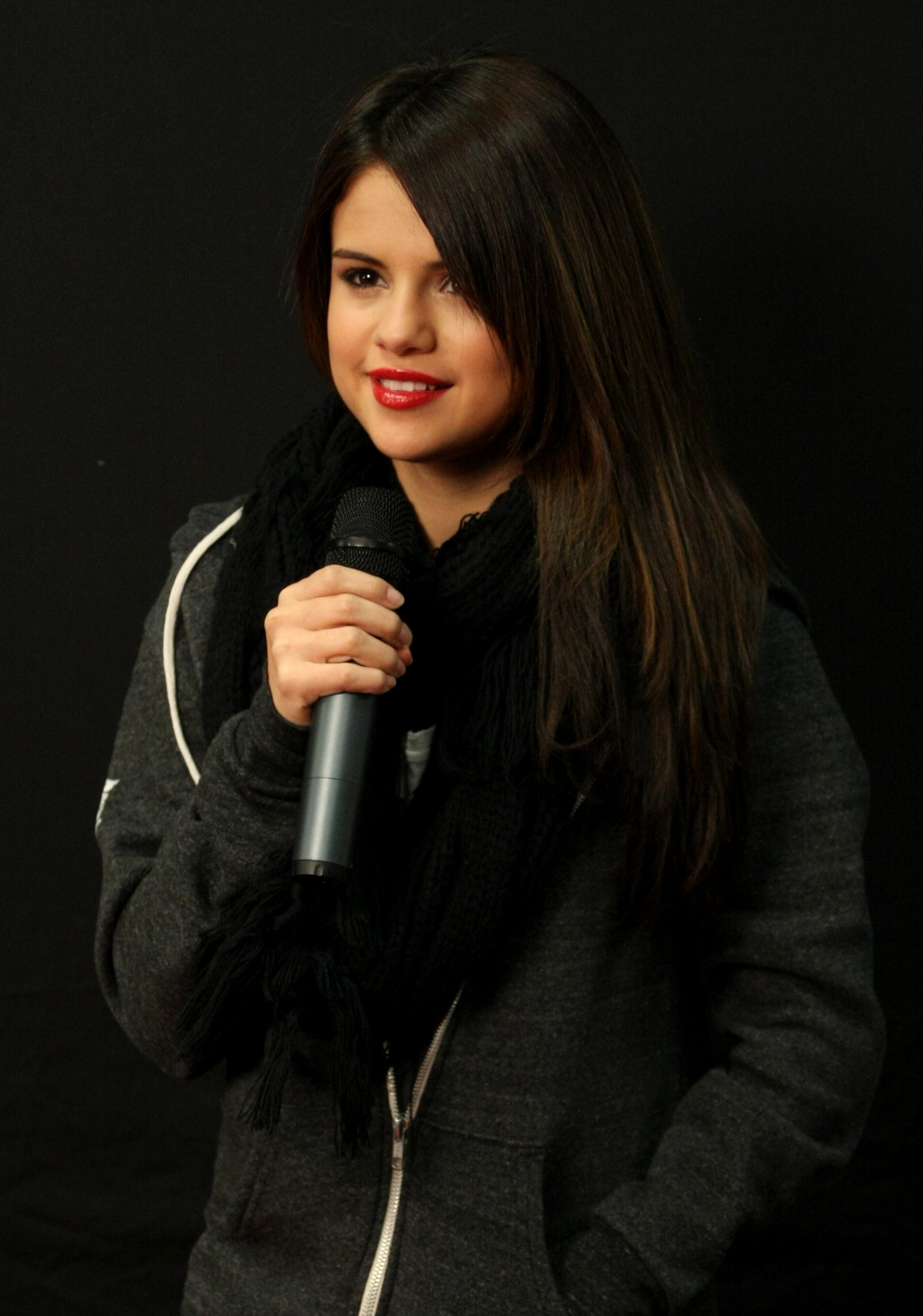
Selena Gomez biểu diễn tại KISS 108 Jingle Ball vào tháng 12 năm 2010

Ban nhạc đã thực hiện tour diễn Selena Gomez & the Scene: Live in Concert. Ban nhạc cũng đã được làm khách mời đặc biệt và trình diễn trong chương trình Dancing with the Stars mùa thứ 9, The Ellen DeGeneres Show, Late Night with Jimmy Fallon, and Dick Clark's New Year's Rockin' Eve with Ryan Seacrest Và nhiều chương trình khác. Selena Gomez & The Scene đã cùng với Justin Bieber biểu diễn tại 2010 Houston Livestock Show and Rodeo, Popcon..

### 2010–11:A Year Without Rainvà A Year Without Rain Tour
Album phòng thu thứ hai của ban nhạc là A Year Without Rain được phát hành vào ngày 17 tháng 9 năm 2010.. Ra mắt trên bảng xếp hạng Billboard 200 của Mỹ tại số 4, với doanh số bán ít hơn 66.000, hầu như không đánh bại Kiss & Tell. Album tiếp tục mang phong cách dance-pop/electropop/indie. "Tôi nghĩ rằng chúng tôi muốn làm điều gì đó một chút vui vẻ." ca sĩ Selena Gomez. Gomez cho biết trong một cuộc phỏng vấn với Z100 New York rằng album sẽ giới thiệu một số bài hát đã không được đưa vào album đầu tiên và phần đầu tư còn lại của ban nhạc sẽ được đưa vào album nhiều hơn. Trong một cuộc phỏng vấn với MTV, Gomez nói, "Tôi thực sự tự hào về kỷ lục này, nó rất khác nhau, và loại chương trình của chúng tôi] tăng trưởng một chút trong âm nhạc... Tôi nghĩ rằng nếu bất cứ điều gì, lời bài hát mạnh mẽ hơn trong một cách nào đó. "
Đĩa đơn đầu tiên của album là "Round & Round" được công chiếu vào ngày 18 Tháng Sáu, 2010. Music Video đi kèm được quay tại Budapest công chiếu hai ngày sau đó. Single được phát hành vào ngày 22 Tháng Sáu, 2010. "Round & Round" đã lọt vào top 60 ở Áo, Đức và xuất hiện trong bảng xếp hạng ở Bỉ [12][13]. Bài hát cũng đã được chứng nhận vàng tại Mỹ bởi Hiệp hội Công nghiệp ghi âm của Mỹ với doanh số bán hơn 500,000 bản.. Đĩa đơn ra mắt ở vị trí thứ 24 trên Billboard Hot 100 và vị trí 76 ở bảng xếp hạng Canadian Hot 100. Bài hát cũng leo lên vị trí 15 ở bảng xếp hạng Billboard Hot Digital Songs chart và vị trí thứ 47 ở Anh. Đĩa đơn thứ hai trong album là "A Year Without Rain" được phát hành vào ngày 7 tháng 9 năm 2010. Music Video kèm theo được phát hành vào ngày 3 tháng 9 năm 2010 trên kênh truyền hình Disney sau khi công chiếu bộ phim Camp Rock 2: The Final Jam. Selena Gomez & The Scene cũng đã trình diễn ca khúc "Round & Round" trong chương trình America's Got Talent, Blue Peter, Daybreak, and MTV's The Seven; "Round & Round" and "A Year Without Rain" live on Good Morning America; and "A Year Without Rain" live on The Ellen DeGeneres Show and Lopez Tonight. Ngày 27 tháng 10, Ban nhạc đã trình diễn các ca khúc trong album dưới dạng acoustic để làm từ thiện cho (UNICEF). Họ cũng đã trình diễn trong tour diễn Jingle Ball vào tháng 12. Phiên bản tiếng Tây Ban Nha của "A Year Without Rain" ("Un Año Sin Lluvia") được phát hành ba tháng sau phiên bản Tiếng Anh.
Ngày 13 tháng 7, Bài hát của Selena Gomez & The Scene "Live Like There's No Tomorrow" được phát hành như một đĩa đơn riêng trong bộ phim điện ảnh Ramona and Beezus. The song is also a track on A Year Without Rain.. 
Năm 2011, ban nhạc biểu diễn "A Year Without Rain" và đã giành chiến thắng ở giải avorite Breakout Artist on the Peoples Choice Awards, Nhóm nhạc thậm chí đã đánh bật Justin Bieber..

### 2011:When the Sun Goes Downvà We Own the Night Tour

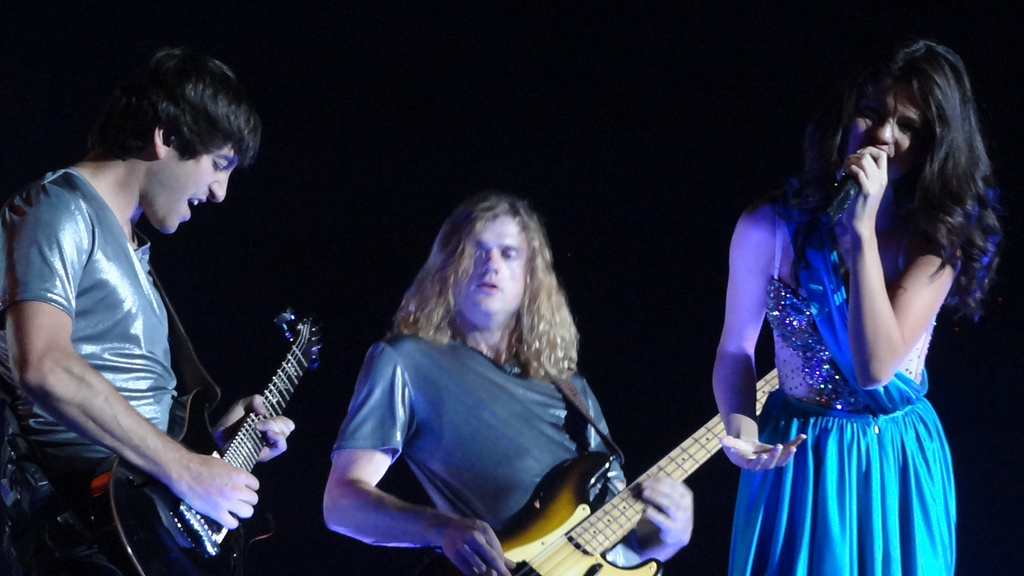
Ban nhạc tại We Own the Night Tour (2011)

Ngày 15 tháng hai 2011, Hollywood Records xác nhận rằng Ban nhạc Selena Gomez & The Scene đang thực hiện album thứ 3. Album này được ban đầu có tiêu đề Otherside. Sau đó nó được thay đổi là When the Sun Goes Down, và được phát hành vào ngày 28 tháng 6 năm 2011.. Đĩa đơn mở đường cho album là "Who Says" và nó được ra mắt trên On Air with Ryan Seacrest ngày 8 tháng 3. MV của đĩa đơn được thực hiện bởi đạo diễn Chris Applebaum, công chiếu trên VEVO ngày 11 tháng 3. Ca khúc cũng được chứng nhận đĩa vàng ở Mỹ. Ngày 23 tháng 3 năm 2011, Hollywood Records đã công bố về chuyến lưu diễn của ban nhạc là We Own the Night Tour. Tour diễn mùa hè sẽ quảng bá album sắp tới của nhóm bắt đầu ngày 24 tháng 7 năm 2011.. 

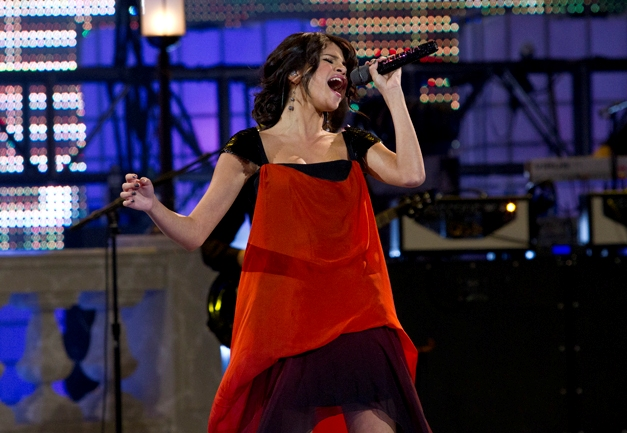
Gomez biểu diễn tại 2011 MuchMusic Video Awards.

Selena Gomez cũng tiết lộ trong một buổi phỏng vấn rằng đĩa đơn thứ 2 trong album sẽ là "Love You Like a Love Song".. Bài hát được phát hành vào ngày 17 tháng 6 năm 2011. Ngày 28 tháng 5, Gomez đã công bố chính thức Twitter của mình rằng một trong những bài hát từ album, "Bang Bang Bang" sẽ được phát hành như là một đĩa đơn riêng trên iTunes album vào ngày 7 tháng sáu 2011. Một đoạn trong ca khúc "Bang Bang Bang" cũng được phát độc quyền trên American Top 40 khi Selena Gomez được làm khách mời đăng cai ngày 4 tháng 6 năm 2011. Album được phát hành vào ngày 28 tháng sáu 2011. Trong tháng 8 năm 2011, tại Teen Choice Awards 2011, ban nhạc đã trình diễn ca khúc "Love You Like a Love Song", Ban nhạc cũng đã giành được giải thưởng Choice Group, Choice Single với ca khúc "Who Says", và giải "Choice Love Song" cho ca khúc "Love You Like a Love Song".. 
"Love You Like a Love Song" cũng đã được chứng nhận đĩa platinum tại Mỹ bởi RIAA, Vào ngày 7, 2011, Selena Gomez đã đăng một video lời nhạc của ca khúc 'Hit the Lights' và 5 teasers giới thiệu ca khúc 'Hit the Lights'. MV của ca khúc được phát sóng vào ngày 16 tháng 11 năm 2011. Ngày 8 tháng 5 năm 2012, "Love You Like A Love Song" đã được chọn làm một ca khúc trong tập phim 'Prom-asauraus' của Glee.

## Danh sách đĩa nhạc
- Kiss & Tell (2009)
- A Year Without Rain (2010)
- When the Sun Goes Down (2011)

## Tours diễn
- Selena Gomez & the Scene: Live in Concert (2009–10)
- A Year Without Rain Tour (2010–11)
- We Own the Night Tour (2011–12)

## Tour du lịch sắp tới
| Ngày 28 tháng 7 năm 2010  | Harrington   | Delaware     | Delaware State Fair                  | F & F Tour                       |
| Ngày 29 tháng 7 năm 2010  | Columbus     | Ohio         | Ohio State Fair / Celeste Center     | F & F Tour                       |
| Ngày 31 Tháng Bảy 2010    | Homdel       | New Jersey   | PNC Arts Center                      | Lilith Fair (như của F & F Tour) |
| Ngày 1 tháng 8 năm 2010   | Hartford     | Connecticut  | The Comcast Theatre                  | Lilith Fair (như của F & F Tour) |
| 14 tháng 8 năm 2010       | Bethlehem    | Pennsylvania | Musikfest                            | F & F Tour                       |
| Ngày 15 tháng 8 năm 2010  | Indianapolis | Indiana      | Indiana State Fairgrounds / Live 360 | F & F Tour                       |
| Ngày 21 tháng tám 2010    | Springfield  | Illinois     | Illinois State Fair                  | F & F Tour                       |
| Ngày 22 tháng 8 năm 2010  | Eureka       | Missouri     | Six Flags St Louis                   | F & F Tour                       |
| 11 Tháng Chín 2010        | York         | Pennsylvania | York Fair                            | F & F Tour                       |
| 24 Tháng 10 2010          | Phoenix      | Arizona      | Arizona Exposition & State Fair      | F & F Tour                       |
| Ngày 31 Tháng 12 Năm 2010 | Los Angeles  | California   | N / A                                | N / A                            |

## Giải thưởng và đề cử

### MuchMusic Video Awards
| Năm  | Đề cử / Tác phẩm                        | Giải thưởng               | Kết quả      |
| ---- | --------------------------------------- | ------------------------- | ------------ |
| 2011 | MuchMUSIC.COM Most Watched Video        | A Year Without Rain       | Đề cử        |
| 2011 | UR Fave: International Video            | A Year Without Rain       | Đề cử        |
| 2012 | International Video of the Year - Group | Love You Like A Love Song | Chưa công bố |
| 2012 | Most Streamed Video of the Year         | Hit The Lights            | Chưa công bố |

### MTV Europe Music Awards
| Năm  | Đề cử / Tác phẩm | Giải thưởng              | Kết quả |
| ---- | ---------------- | ------------------------ | ------- |
| 2010 | Best Push Act    | Selena Gomez & The Scene | Đề cử   |
| 2011 | Biggest Fans     | Selena Gomez & The Scene | Đề cử   |

### Nickelodeon Kids' Choice Awards (Argentina)
| Năm  | Đề cử / Tác phẩm              | Giải thưởng              | Kết quả   |
| ---- | ----------------------------- | ------------------------ | --------- |
| 2011 | Favorite International Singer | Selena Gomez & The Scene | Đoạt giải |

### People's Choice Awards
| Năm  | Đề cử / Tác phẩm         | Giải thưởng              | Kết quả   |
| ---- | ------------------------ | ------------------------ | --------- |
| 2010 | Favorite Breakout Artist | Selena Gomez & The Scene | Đoạt giải |

### Teen Choice Awards
| Năm  | Đề cử / Tác phẩm                | Giải thưởng               | Kết quả      |
| ---- | ------------------------------- | ------------------------- | ------------ |
| 2010 | Choice Music: Group             | Selena Gomez & The Scene  | Đoạt giải    |
| 2010 | Choice Music: Breakout Artist   | Selena Gomez & The Scene  | Đoạt giải    |
| 2011 | Choice Music: Group             | Selena Gomez & The Scene  | Đoạt giải    |
| 2011 | Choice Music: Single            | Who Says                  | Đoạt giải    |
| 2011 | Choice Music: Love Song         | Love You Like A Love Song | Đoạt giải    |
| 2012 | Choice Music: Single by a Group | Hit The Lights            | Chưa công bố |
| 2012 | Choice Music: Group             | Selena Gomez & The Scene  | Chưa công bố |